# Édouard-Raymond Fabre
Pour les articles homonymes, voir Fabre.
Édouard-Raymond Fabre (né le 15 septembre 1799 à Montréal - 16 juillet 1854) est un homme politique et un libraire canadien. Il fut maire de Montréal de 1849 à 1851.

## Biographie
Édouard-Raymond Fabre est né à Montréal le 15 septembre 1799. Ses parents sont Pierre Fabre et Marie-Anne Lamontagne. Les historiens connaissent peu de choses sur la jeunesse d'Édouard-Raymond Fabre[réf. nécessaire]. De 1807 à 1812, il étudie au petit séminaire de Montréal. En 1822, il séjourne à Paris afin d’approfondir ses connaissances relatives au commerce de librairie. Dès 1823 il acquiert le fond de la librarie Hector Bossange, fondée en 1815 à Montréal et dont Théophile Dufort était alors propriétaire. Il devint alors chef de la première maison importante de ce genre à Montréal, la librairie Fabre et Gravel[réf. nécessaire].   
En mai 1826, il épouse Luce Perrault, il en eut cinq enfants, dont l'évêque Édouard-Charles Fabre, l'aîné, Hortense, femme de sir George-Étienne Cartier, et l'avocat Hector Fabre. Grand ami de Louis-Joseph Papineau, c'est lui qui lui suggéra de fuir vers les États-Unis au moment de la rébellion des Patriotes. 
Pendant les années 1830, il travaille à la Maison canadienne de commerce et se réunit à l'Hôtel Nelson avec Dominique Mondelet, Côme-Séraphin Cherrier, Pierre-Dominique Debartzch et Pierre-Dominique Larocque. En 1835, il administre les fonds de l'Union patriotique.
En 1848, il est élu échevin dans le Quartier Est de Montréal. Devenu président du comité des finances, il est élu maire l'année suivante, en 1849, puis il est réélu l'année suivante. Sous son administration, la ville lutte contre une nouvelle épidémie de choléra et s'oppose à l'insurrection des tories.
À sa mort, le 16 juillet 1854, son éloge sera prononcé par Louis-Joseph Papineau lui-même. Sa sépulture est située dans le Cimetière Notre-Dame-des-Neiges, à Montréal. Il est mort du choléra, en 1854.
Le fonds d’archives de Édouard-Raymond Fabre est conservé au centre d’archives de Québec de la Bibliothèque et Archives nationales du Québec.